# 지누 (가수)
지누(Jinu, 본명: 지누 킴, 1971년 10월 23일 ~ )는 힙합 그룹 지누션에 속한 한국계 미국인 래퍼이자 싱어송라이터이다.

## 약력
신장은 180cm이고 체중은 71kg인 그는 비디오 예술가 백남준(白南準)의 친형의 외손자(外孫子)이기도 하고 1993년 미국 하와이주 호놀룰루의 언더그라운드 라이브 클럽에서 R&B 가수 첫 데뷔하였다가 이듬해 1994년 미국에서 《김진우 1집》을 발표와 아울러 힙합 가수 정식 데뷔를 하여 자작곡 《나는 캡이었어》로 활동했으나 참담한 실패를 겪은 후   다시 미국으로 돌아갔다가 그곳에서 션을 만나고 그 뒤 대한민국으로 다시 건너와서 서태지와 아이들 해체 이후 연예 기획사를 설립한 양현석에 의해 픽업되어 지누션(Jinusean)이라는 힙합 듀오를 결성하여 지누는 보컬리스트 겸 래퍼를 담당, 션은 래퍼를 담당하여 1997년부터 2004년까지《Gasoline》, 《말해줘》, 《내가》, 《이제 더 이상》, 《태권 V》, 《A-yo!》, 《전화번호》 등의 곡을 히트시키기에 이르렀다.
그는 현재 YG 엔터테인먼트 대외협력실 이사직을 맡고 있다.

## 방송 출연
- 2015년 JTBC 《냉장고를 부탁해》
- 2015년 Mnet 《Show Me The Money 4》 - 심사위원 (프로듀서)
- 2017년 MBC 《은밀하게 위대하게》